# Saldula fucicola
Saldula fucicola är en insektsart som först beskrevs av J. Sahlberg 1870.  Saldula fucicola ingår i släktet Saldula, och familjen strandskinnbaggar. Arten är reproducerande i Sverige.